# Louis Leubas
Charles Louis Numa Fivaz conegut com Louis Leubas, nascut el 23 de desembre de 1869 a Gorgier a Suïssa i mort el 18 d’agost de 1932 a Aiguina (Var) va ser un actor francès de teatre i cinema mut.

## Biografia
Actor de teatre, va actuar a París al Athénée, amb Jules Berry, Marcel Lévesque i Georges Tréville, després al Vaudeville, del qual va ser membre de la troupe fins al 1913. Va ser allà on Léonce Perret el va descobrir i va debutar al cinema a Main de fer contre la bande aux gants blancs, on ja va interpretar un banquer que prefigurava el seu paper més famós, el del banquer corrupte Favraux a Judex.
Aleshores, Leubas es dividirà entre Feuillade i Perret. Tenia "gola" i s'especialitzà en composicions dramàtiques, com l'abominable Edmond Le Bachelier a L'Enfant de París, al qual donava una foscor espectacular. Va ser el seu paper més espectacular sota la direcció de Perret.
Aleshores Louis Feuillade li va reservar molts personatges, i en particular dos diferents a Les Vampires: el pare Silence, que només apareix al 3r episodi, i el terrible Satanas que es fan càrrec del lideratge dels vampirs en els últims episodis.
També va interpretar amb altres directors com Jean Durand i Charles Burguet, però la seva activitat professional va acabar l'any 1922, quan es va retirar prop de Toló. Malalt de càncer, va acabar amb la seva vida per no poder suportar el patiment de la seva malaltia.
L'endemà de la seva mort com a resultat de les seves ferides de bala, Louis Leubas va ser enterrat al cementiri del seu petit poble d'Aiguina.

## Filmografia
- 1912 : Main de fer contre la bande aux gants blancs, de Léonce Perret : le directeur de la banque
- 1912 : Le Mystère des roches de Kador, de Léonce Perret : le chef de la sûreté
- 1913 : L'Intruse, de Louis Feuillade : le tenancier
- 1913 : La Force de l'argent, de Léonce Perret : Hertzog
- 1913 : La Vengeance du sergent de ville, de Louis Feuillade : le sergent de ville
- 1913 : L'Enfant de París, de Léonce Perret : Edmond Le Bachelier
- 1913 : Main de fer et l'évasion du forçat de Croze, de Léonce Perret : le directeur de la banque
- 1914 : Ces demoiselles Perrotin, de Léon Poirier
- 1914 : La Main de l'autre, de Maurice Mariaud
- 1914 : La Voix de la patrie, de Léonce Perret : Otto Leepman
- 1914 : Le Coffret de Tolède, de Louis Feuillade
- 1914 : Le Roman d'un mousse, de Léonce Perret : le marquis Frantz de Luscky
- 1914 : Les Lions dans la nuit, de Jean Durand
- 1914 : L'Intègre, de René Le Somptier
- 1914 : Tu n'épouseras jamais un avocat, de Louis Feuillade : le bouif de Montparnasse
- 1915 : L'Énigme de la Riviera, de Léonce Perret
- 1915 : Les Vampires, de Louis Feuillade : Satanas / Père Silence
- 1915 : Son or, de Louis Feuillade
- 1916 : Judex, de Louis Feuillade : le banquier Favraux
- 1916 : La Fiancée du diable, de Léonce Perret
- 1916 : L'Aventure des millions, de Louis Feuillade
- 1916 : Le Malheur qui passe, de Louis Feuillade
- 1916 : Un mariage de raison, de Louis Feuillade et Léonce Perret : comte de Jarcy
- 1917 : Herr Doktor, de Louis Feuillade
- 1917 : Déserteuse!, de Louis Feuillade
- 1917 : La Fugue de Lily, de Louis Feuillade
- 1917 : La Nouvelle Mission de Judex, de Louis Feuillade : le banquier Favraux
- 1917 : L'Autre, de Louis Feuillade
- 1917 : Le Bandeau sur les yeux, de Louis Feuillade
- 1917 : Le Passé de Monique, de Louis Feuillade
- 1917 : Mon oncle, de Louis Feuillade
- 1918 : Impéria, de Jean Durand
- 1918 : Les Petites marionnettes, de Louis Feuillade
- 1918 : Tih Minh, de Louis Feuillade : Kistna
- 1918 : Vendémiaire, de Louis Feuillade : Wilfrid
- 1919 : L'Engrenage, de Louis Feuillade
- 1919 : L'Énigme, de Louis Feuillade
- 1919 : L'Homme sans visage, de Louis Feuillade
- 1922 : Judith, de Georges Monca et Rose Pancini
- 1922 : La Bâillonnée, de Charles Burguet : comte de Revel.

## Teatre
- 1896 : Lysistrata de Maurice Donnay segons Aristòfanes, Théâtre du Vaudeville
- 1900 : Sylvie ou la Curieuse d'amour d'Abel Hermant, Théâtre du Vaudeville
- 1901 : La Course du flambeau de Paul Hervieu, Théâtre du Vaudeville
- 1901 : Les Balances de Georges Courteline, posada en escena André Antoine, Théâtre Antoine
- 1907 : Sa sœur de Tristan Bernard, Théâtre de l'Athénée
- 1913 : La Belle Aventure de Gaston Arman de Caillavet, Robert de Flers i Étienne Rey, Théâtre du Vaudeville